# 好萊塢 (密西西比州)
好萊塢（英語：Hollywood）是位於美國密西西比州蒂尼卡縣的非建制地區。

## 歷史
好萊塢的郵局於1885年設立，其後於1958年停運。

## 地理
好萊塢所處的海拔為高於海平面60米（即197英呎），而該地所採用的時區為UTC-6，即北美中部時區（CST）。同時該地設有夏令時間，為UTC-6調快一小時，即UTC-5（CDT）。